# Qohaito

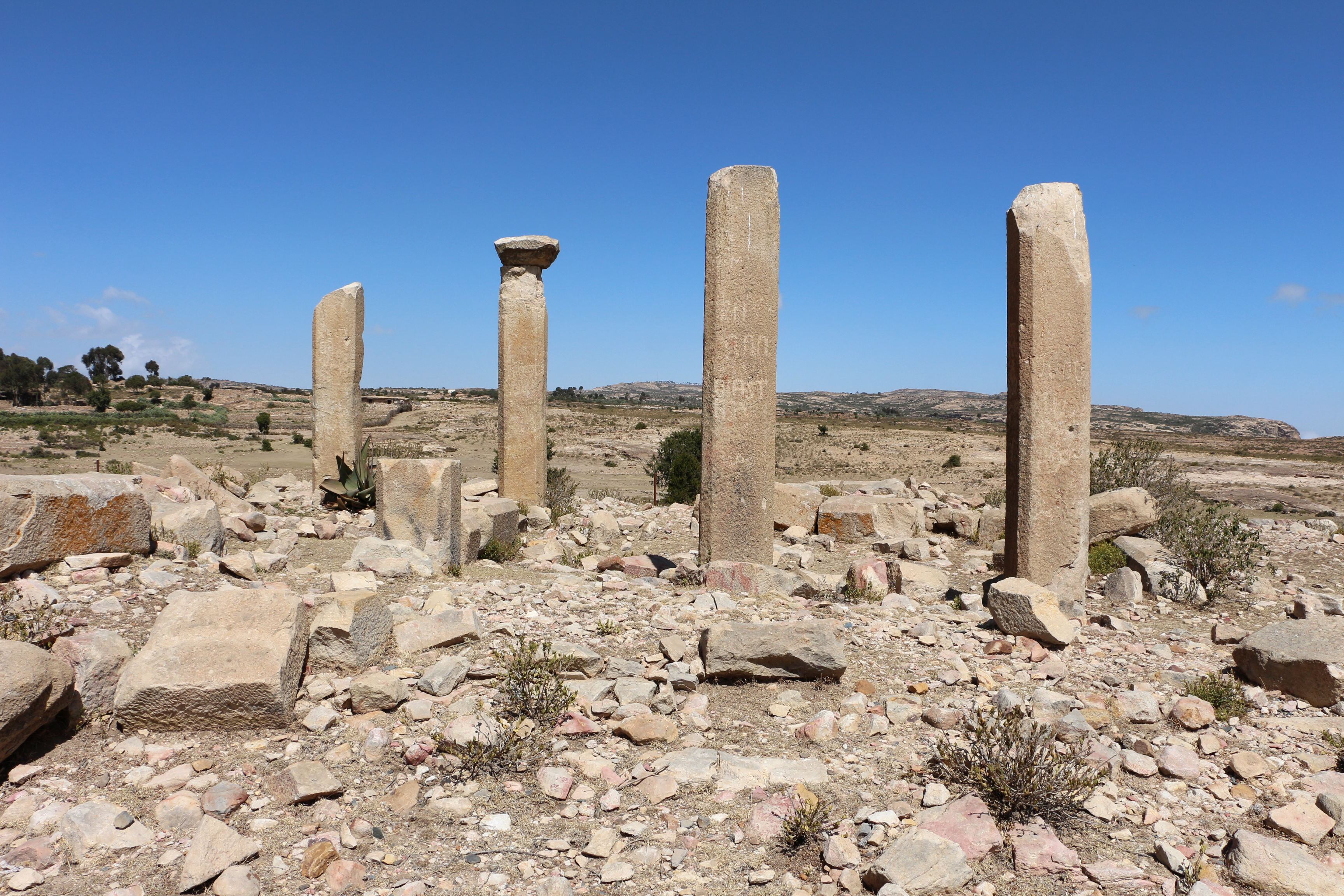
Ruiny świątyni w Qoahito

Qoahito – miasto w starożytnym Aksum (dzisiejsza Erytrea). Miasto było położone na wysokości ok. 2500 m n.p.m. na terenie Wielkich Rowów Afrykańskich. W 2011 roku Qoahito zostało wpisane na erytrejską listę informacyjną UNESCO.

## Historia
Ruiny Qoahito zostały odkryte w 1868 roku. W jego okolicy znaleziono sztukę naskalną pochodząca z ok. V wieku n.e. Miasto jest identyfikowane jako miejscowość Coloe, opisana w greckim Periplus Morza Erytrejskiego. Qoahito bogaciło się na handlu z Cesarstwem Bizantyjskim.